# HSBC building Shanghai

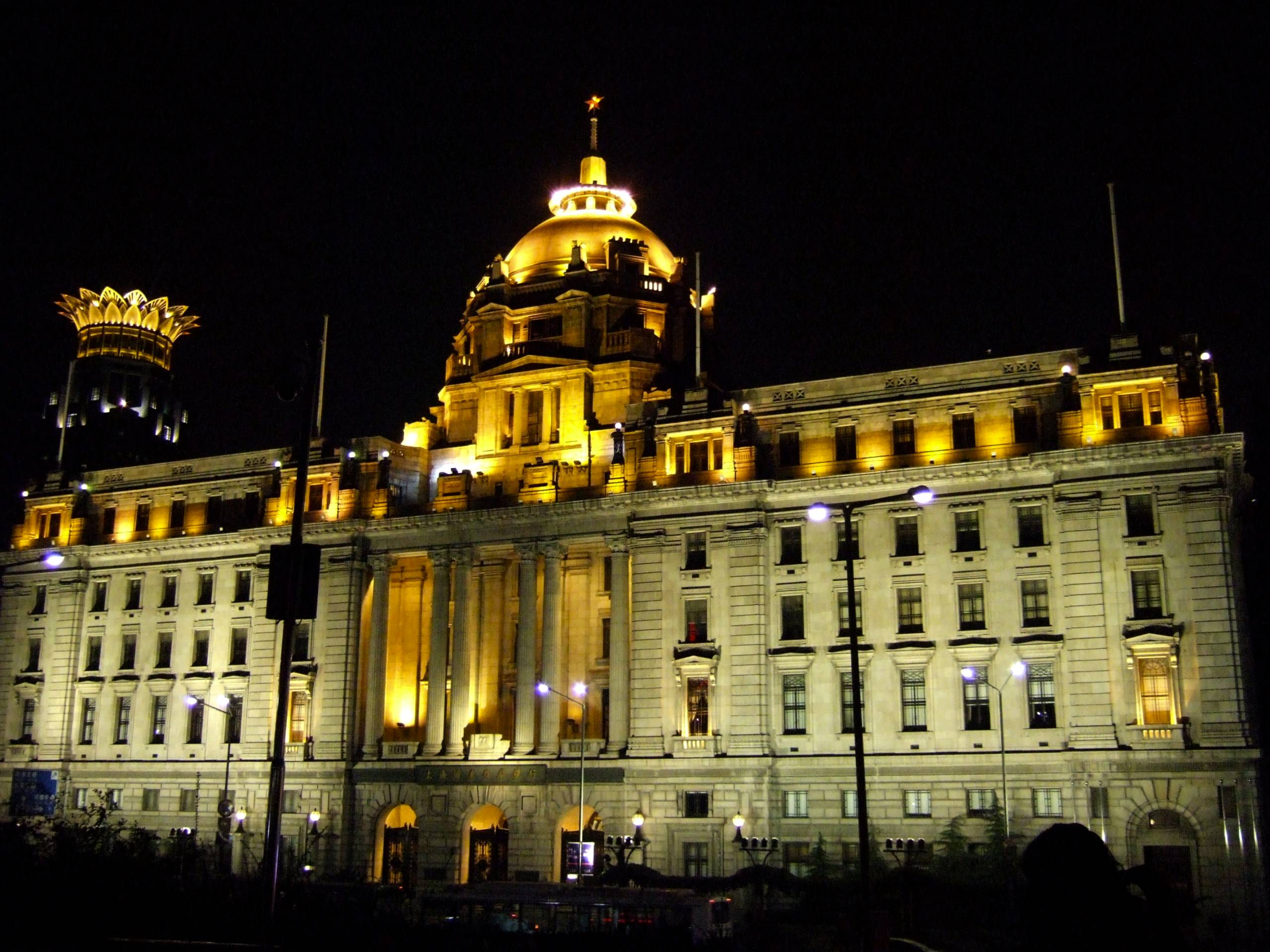
Aanzicht in het duister

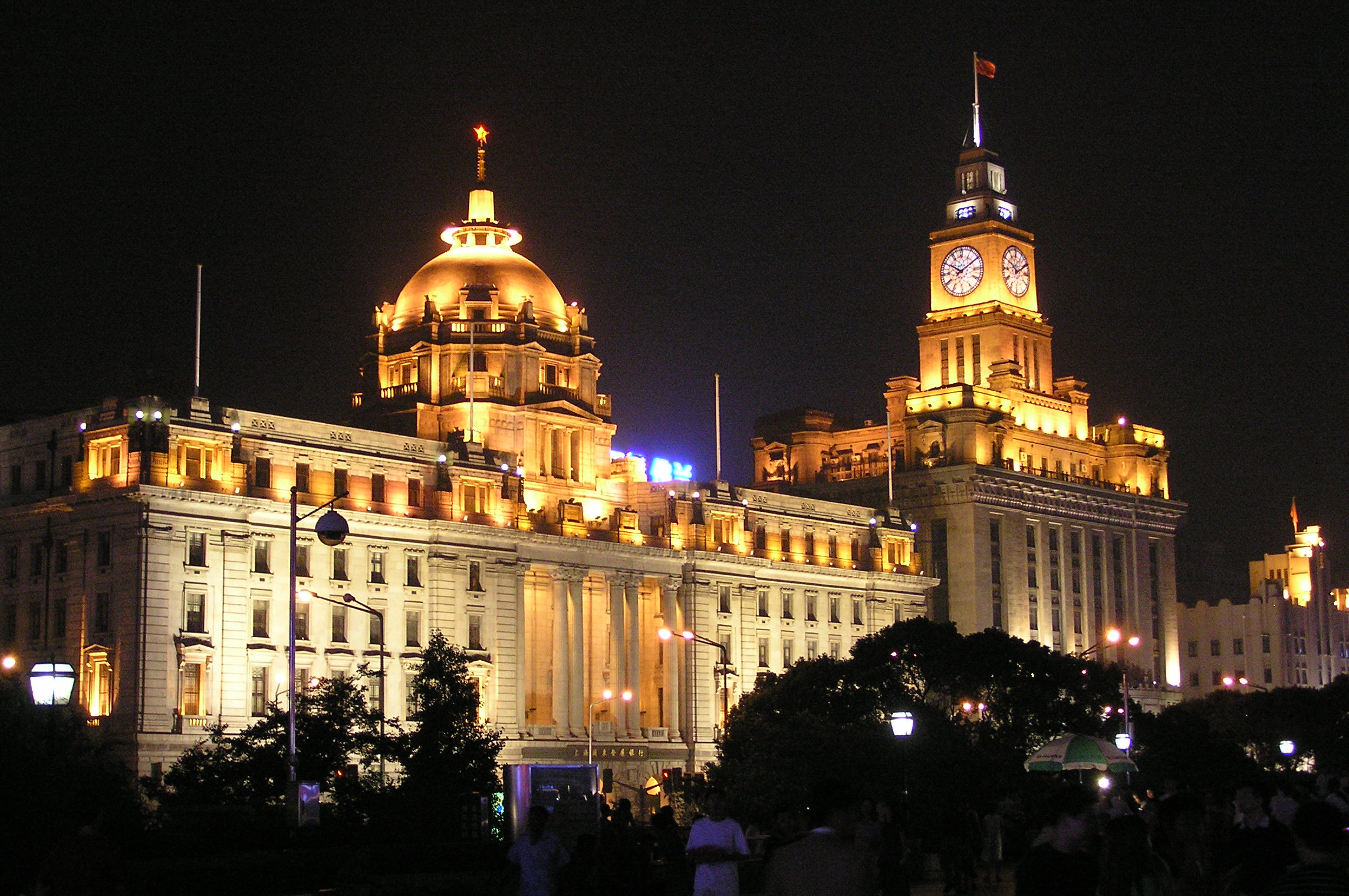
De linkerzijde

Het voormalige hoofdkantoor van de Britse Hongkong and Shanghai Banking Corporation (Chinees: 滙豐銀行大樓) in Shanghai is een neoklassiek gebouw aan de Bund. Het gebouw is gebouwd in 1923 door Britse investeerders en diende tot 1955 als hoofdkantoor van de Hongkong and Shanghai Banking Corporation. Tegenwoordig is de Shanghai Pudong Development Bank erin gevestigd. 
Het gebouw stond jarenlang bekend als the most luxurious building from the Suez Canal to the Bering Strait. Het heeft een vloeroppervlak van 23.415 m² en was daarmee in 1923 het grootste bankgebouw van Azië en het tweede ter wereld, achter de Bank of Scotland in Edinburgh. 